# Монастеро-ді-Васко
Монастеро-ді-Васко (італ. Monastero di Vasco, п'єм. Monasté ëd Vasch) — муніципалітет в Італії, у регіоні П'ємонт,  провінція Кунео.
Монастеро-ді-Васко розташоване на відстані близько 470 км на північний захід від Рима, 85 км на південь від Турина, 22 км на схід від Кунео.
Населення — 1302 особи (2014).
Щорічний фестиваль відбувається 8 вересня. Покровитель — SS. Pietro.

## Демографія
Населення за роками:

Станом на 1 січня 2023 року в муніципалітеті офіційно проживало 48 іноземців з 9 країн, серед них 15 громадян країн Євросоюзу.

## Сусідні муніципалітети
- Фрабоза-Сопрана
- Фрабоза-Соттана
- Мондові
- Монтальдо-ді-Мондові
- Вікофорте
- Вілланова-Мондові